# 穴見和正
穴見 和正（あなみ かずまさ、1954年6月25日 - ）は、日本のオートレース選手。 極端なイン走法で知られる。

## 選手データ
- プロフィール
  - 福岡県出身
  - 12期
  - 山陽オートレース場所属

- 戦歴
  - 通算優勝回数:42回
  - グレードレース（SG・GI・GII）優勝回数:6回
  - GI優勝回数:2回
  - GII優勝回数:4回

## 略歴
- 1974年
  - 4月24日、オートレース選手第12期生としてデビュー。主な同期生に進藤敏彦、福田茂、宍戸繁など
- 1985年
  - 3月6日、GII第17回山陽王座決定戦（山陽オートレース場）優勝。当時の競走車呼名は『ニコル』。競走タイムは3.45。
- 1988年
  - 3月8日、GII第20回山陽王座決定戦優勝。競走タイムは3.83。
  - 3月25日、GI開設30周年記念レース（飯塚オートレース場）優勝。競走タイムは3.46。
- 1992年
  - 7月15日、GII第16回キューポラ杯争奪戦（川口オートレース場）優勝。当時の競走車呼名は「カールヘルム」。競走タイムは3.388。
  - 9月23日、GII第25回選抜地区対抗戦（山陽オートレース場）優勝。競走タイムは3.400。
- 2005年
  - 4月13日、GI第11回平成チャンピオンカップ（山陽オートレース場）優勝。競走車呼名は「プラダ1」。競走タイムは3.386。
- 2009年
  - 8月18日、平成21年度川口市営第6回第1節（川口オートレース場）第7Rにて史上19人目の1000勝達成。競争車呼名は「カールヘルム」。競争タイムは3.467

## 『内線のガードマン』
穴見は山陽オートレース場所属のベテラン選手。全国でも屈指の雨巧者として知られている。2015年4月現在SGタイトルの勝利こそないもののグレードレース合計6回優勝、通算勝利数は1000勝を超える戦歴を持っており、ファンの信頼も厚い。
穴見の最大の特徴は、極端なまでにインコースを走るその独特の走法である。通常、直線距離の短いオートレースでは、直線は少しアウトコースを走ってスピードを乗せ、減速しつつコーナーに入るのが基本である。しかし、穴見はその直線にあってもインコースを走る。上半身を左に傾け、車を押さえつけるように走るそのフォームは穴見以外には見られないものである。
所謂「インベタ」の選手は直線走行距離が短くなるその走行特性から、スピードではどうしても外角走法には及ばないため内側のブロック力だけでは外側からあっさりと捲られてしまうなど、軽ハンデを生かし見せ場を作る程度の選手が大半な中、穴見は平均的な選手よりかなり高いスピードも持ち合わせており、全国トップクラスの選手の中でこそスピード負けすることもあるが、高いブロック力と簡単には抜かれないコーナースピードの両方を兼ね備えた脅威のイン選手であることが穴見の強みといえる。
穴見がこうした走法を使うようになったのにはある理由がある。デビュー間もない3級車時代、穴見はアウトコースを使っていた。これは何も穴見に限ったことではなく、非力な3級車ではアウトを使わなければ勝負にならなかったからである。しかし、あるレースで穴見の内側を走っていた選手が落車し、それに巻き込まれる形で落車したことが、穴見にとっての転機となった。
「自分のミスで落車するならまだしも、他人に巻き込まれて落車したくはない」。そう考えた穴見は苦心の末、現在の唯一の走法を編み出したのである。
現行の競走車エンジンセアでもその走りは健在だが、それ以前のメグロ二気筒やフジ時代は今よりも更にインコースを走っていた。これは、セアのエンジン性質に合わせ、若干アウトコースを走るようにしたからである。しかし、それも他の選手からすればかなりインコースを走っていると言える。
既にベテランの域に入った穴見だが、還暦を過ぎた現在でも一線級のレースで奮戦しており、持ち前のスタートで先行し、一度抑えにかかれば、容易にインコースを捌かれることはない。また先頭に立ってもペースは遅く必然的に多台数による接近戦になりやすいため後方の選手は行き場を失うことが多い。これをオートレースファンは俗に穴見渋滞と呼ぶ。特に一時期SGの準決勝において高橋貢は穴見と同レースに組まれると大きく苦戦し優出すら出来ないことも多かった。
穴見のインコースを何とか捌けたのは全盛期の飯塚将光（9期、船橋オートレース場所属）や島田信廣（11期）、梅内幹雄（19期、船橋オートレース場所属）、高橋貢（22期、伊勢崎オートレース場所属）などといった絶対的なエースぐらいのもので、下手に若手がインから捌こうとしても、行き場を失い、ともすれば落車してしまう。逆に言えば、穴見のインコースを捌けるか否かが、一種のバロメーターとなっている。
鉄壁の守りから、「内線のガードマン」「穴見シャッター」などの異名で呼ばれることが多い。またその特異な走りに魅せられるファンも多く、山陽を代表する人気選手の1人である。
最近では若手の外を使ったスピード戦にあっさり捲られることも多いが、SG開催でもスタート先行からインを守り、たびたび穴車券を提供することがある数少ない個性的な選手である。